# Gwenn-Aël Bolloré
Pour les articles homonymes, voir Bolloré (homonymie).
Gwenn-Aël Bolloré, né le 5 septembre 1925 à Ergué-Gabéric et mort le 12 juillet 2001 à Quimper, est un homme d'affaires, éditeur, écrivain et résistant français. Membre des commandos Kieffer pendant la Seconde Guerre mondiale, il est l'un des combattants de la France libre qui débarquent en Normandie le 6 juin 1944.
Il est le frère de Michel Bolloré, de René Bolloré, de Jacqueline Cloteaux et l'oncle de Vincent Bolloré. 

## Biographie
Gwenn-Aël Bolloré est le fils de René Bolloré (1885-1935) et d'Amélie Thubé (1889-1977), fille de l'armateur nantais Gaston Thubé, sœur d'Amédée, Jacques et Gaston Thubé. 
Il décide à l'âge de 17 ans de s'engager dans les Forces françaises libres et pour cela vend son cheval puis part à Londres (où il retrouve son frère René, arrivé quelques mois plus tôt) dans une petite embarcation de fortune avec laquelle il traverse la Manche. Il dissimule son âge et sa forte myopie lors des tests d'aptitudes pour être enrôlé dans les commandos Kieffer, avec lesquels il participe au débarquement de Normandie le 6 juin 1944 et qui prennent d'assaut la plage et la ville de Ouistreham.
Il a consigné ses mémoires de guerre dans un livre J'ai débarqué le 6 juin 1944. Il fut interviewé dans un épisode de la série télévisée  Les Grandes Batailles de Daniel Costelle, Jean-Louis Guillaud et Henri de Turenne.
Après guerre, il s'intéresse à l'océanographie, passe un doctorat et crée le musée océanographique d'Odet. Écrivain, il signe une vingtaine d'ouvrages. Cinéaste, il produit plusieurs courts métrages et un long métrage nommé  Les Naufrageurs, dont il écrit également le scénario. Il en fera un livre, Moïra la naufrageuse.
Il est vice-président des Papeteries Bolloré de 1952 à 1974.
Dans les années 1950 et 1960, il est également PDG des éditions de la Table Ronde dont le directeur est Roland Laudenbach. Ces éditions publient un grand nombre d'ouvrages hostiles à la politique gaulliste en Algérie et favorables à l'OAS. Parmi les auteurs : Jacques Isorni, Jean-Louis Tixier-Vignancour, Jacques Laurent, Jean-Marie Bastien-Thiry, Pierre Sergent... Cela vaut à Gwenn-Aël Bolloré d'être condamné à plusieurs reprises pour offenses au chef de l'État. 
À son initiative, en 1961, est créé le prix Bretagne, aujourd'hui prix Breizh, prix littéraire qui récompense un auteur d'origine bretonne ou ami de la Bretagne.
Il est l'auteur d'ouvrages sur la pêche et la Bretagne. Il a publié également des essais et des poèmes.
Gwenn-Aël Bolloré épouse Nadine Rousselot, sœur de Colette Duhamel-Gallimard, puis en secondes noces l'actrice Renée Cosima.

## Décorations
- Chevalier de la Légion d'honneur[Quand ?]
- Médaille militaire
- Croix de guerre 1939–1945
- Médaille de la Résistance française (31 mars 1947)[4]

## Publications
- J'ai débarqué le 6 juin 1944 : commando de la France libre, Paris, Le Cherche midi, 2004
- Histoires troubles, Paris, Jean Picollec, 1993
- Les Amants de l'espace, Paris, Le Cherche midi, 1985
- Suivez le Crabe, de l'océan à votre assiette, Paris, Gallimard, 1984
- Nerfs à fleur de larmes, Paris, Saint-Germain-des-Prés, 1982
- Le Diner bleu, Paris, La Table Ronde, 1976
- Nous étions 177, Paris, France-Empire, 1964
- Destins tragiques du fond des mers, Paris, La Table Ronde, 1963
- Guide du pêcheur à, pied. Des conseils pratiques sur tout ce que vous pêchez sur nos cotes, sans bateau, ni canne à pêche et 200 recettes pour accommoder vos prises, Paris, La Table Ronde, 1960
- Moïra la naufrageuse, Paris, La Table Ronde, 1958
- Lettres de Bretagne, Paris, Baudelot, 1957
- Anatomie descriptive, Paris, Seghers, 1955